# Episodi de La mamma è sempre la mamma (quarta stagione)
La quarta stagione della serie televisiva La mamma è sempre la mamma è stata trasmessa in anteprima negli Stati Uniti d'America in syndication tra il 26 settembre 1987 e il 26 marzo 1988.
| nº | Titolo originale                   | Titolo italiano | Prima TV USA      | Prima TV Italia |
| -- | ---------------------------------- | --------------- | ----------------- | --------------- |
| 1  | Educating Mama                     |                 | 26 settembre 1987 |                 |
| 2  | Zirconias Are a Girl's Best Friend |                 | 3 ottobre 1987    |                 |
| 3  | The Key to the Crime               |                 | 10 ottobre 1987   |                 |
| 4  | Breaking Up Is Hard to Do          |                 | 17 ottobre 1987   |                 |
| 5  | A Big Hand for Mama                |                 | 24 ottobre 1987   |                 |
| 6  | Flounder's Day                     |                 | 31 ottobre 1987   |                 |
| 7  | Teacher's Pet                      |                 | 7 novembre 1987   |                 |
| 8  | Child's Play                       |                 | 14 novembre 1987  |                 |
| 9  | Mama Mania                         |                 | 21 novembre 1987  |                 |
| 10 | Gift Horse                         |                 | 28 novembre 1987  |                 |
| 11 | Workman's Holiday                  |                 | 5 dicembre 1987   |                 |
| 12 | Mama Sees Red                      |                 | 12 dicembre 1987  |                 |
| 13 | A Room with No View                |                 | 19 dicembre 1987  |                 |
| 14 | The Sins of the Mother             |                 | 9 gennaio 1988    |                 |
| 15 | A Friend Indeed                    |                 | 16 gennaio 1988   |                 |
| 16 | I Do, I Don't                      |                 | 23 gennaio 1988   |                 |
| 17 | Mama Gets the Bird                 |                 | 30 gennaio 1988   |                 |
| 18 | Mama's Girls                       |                 | 6 febbraio 1988   |                 |
| 19 | Mama on Jeopardy!                  |                 | 13 febbraio 1988  |                 |
| 20 | Mama Goes Hawaiian (Part 1)        |                 | 20 febbraio 1988  |                 |
| 21 | Mama Goes Hawaiian (Part 2)        |                 | 27 febbraio 1988  |                 |
| 22 | Bubba's Double Date                |                 | 5 marzo 1988      |                 |
| 23 | Bed and Breakdown                  |                 | 12 marzo 1988     |                 |
| 24 | Naomi's Identity Crisis            |                 | 19 marzo 1988     |                 |
| 25 | Pomp and Circumstance              |                 | 26 marzo 1988     |                 |